# PPN Ludvig Pavlović
La Unitat de Propòsit Especial Ludvig Pavlović (en croat: Postrojba za posebne namjene Ludvig Pavlović) fou una unitat del Consell de Defensa Croat durant la guerra de Bòsnia. La seu del batalló estaba situat a la ciutat de Čapljina, a la caserna de Božan Šimović, i més tard va passar a formar part del 2a Brigada de Guàrdies.
La 60a Unitat Especial del Batalló de Guàrdies Aerotransportades, és anomenada per molts experts "la unitat especial en tots els sentits". A la unitat de Ludvig Pavlović, l'estructura era de majoria croata d'Hercegovina. La unitat va ser desplegada al Front Sud, tot hi va abandonar el regiment de Kralj Tomislav i es va posar a disposició del Consell de Defensa Croat (HVO).